# Civiele Dienstonderscheiding
De Civiele Dienstonderscheiding (Duits: Zivieldienstauszeichnung) was een onderscheiding van het kleine Duitse hertogdom Saksen-Altenburg. De onderscheiding werd ingesteld door de regerende hertog Ernst II van Saksen-Altenburg en bestond tot de val van de monarchie in november 1918. Deze onderscheiding is de voor jubilerende ambtenaren bestemde tegenhanger van het militaire Dienstonderscheidingskruis
Het versiersel is een kruis binnen een groen geëmailleerde eikenkrans met 10 eikels. Op het wit geëmailleerde kruis pattée is een groen en zwart geëmailleerd en gekroond Saksisch wapen met de groene kroon van wijnruit aangebracht. Op de onderzijde van de krans is het getal "25" op een zilveren knoop te lezen. Op de niet geëmailleerde keerzijde staat "1913". Het medaillon op de keerzijde bevat het verstrengelde monogram "EII". De ondergrond van het email en verguldsel is zilver. 
De medaille werd aan een rood lint met groen-lichtgroen-groene rand op de linkerborst gedragen.